# Elencos da Green Project-Bardiani CSF-Faizanè
A equipa ciclista profissional Green Project-Bardiani CSF-Faizanè tem tido, durante toda a sua história, os seguintes elencos:

## 2000
Panaria-Gaerne
| Nome                       | Data de nascimento | Nacionalidade | Equipa 1999         |
| Niklas Axelsson            | 15-05-1972         | Suécia        | Navigare-Gaerne     |
| Paolo Bertoglio            | 03-08-1978         | Itália        | Neoprofissional     |
| Luca Cei                   | 07-05-1975         | Itália        | Navigare-Gaerne     |
| Enrico Degano              | 11-03-1976         | Itália        | Navigare-Gaerne     |
| Vladimir Duma              | 02-03-1972         | Ucrânia       | Navigare-Gaerne     |
| Gerrit Glomser             | 01-04-1975         | Áustria       | Navigare-Gaerne     |
| Stefano Guerrini           | 31-03-1978         | Itália        | Stagiaire           |
| Tom Leaper                 | 07-11-1975         | Austrália     | Navigare-Gaerne     |
| Sergiy Matveyev            | 29-01-1975         | Ucrânia       | Stagiaire           |
| Nathan O'Neill             | 23-11-1974         | Austrália     | Navigare-Gaerne     |
| Julio Alberto Pérez Cuapio | 30-07-1977         | México        | Neoprofissional     |
| Domenico Romano            | 29-09-1975         | Itália        | Riso Scotti-Vinavil |
| Evgueni Seniouskine        | 18-04-1977         | Bielorrússia  | Neoprofissional     |
| Antonio Varriale           | 01-03-1974         | Itália        | Riso Scotti-Vinavil |

## 2001
Panaria-Fiordo
| Nome                       | Data de nascimento | Nacionalidade | Equipa de 2000        |
| Paolo Bertoglio            | 03-08-1978         | Itália        | Panaria-Gaerne        |
| Michele Coppolillo         | 17-07-1967         | Itália        | Mercatone Uno-Albacom |
| Enrico Degano              | 11-03-1976         | Itália        | Panaria-Gaerne        |
| Vladimir Duma              | 02-03-1972         | Ucrânia       | Panaria-Gaerne        |
| Giuliano Figueras          | 24-01-1976         | Itália        | Mapei-QuickStep       |
| Stefano Guerrini           | 31-03-1978         | Itália        | Panaria-Gaerne        |
| Tom Leaper                 | 07-11-1975         | Austrália     | Panaria-Gaerne        |
| Sergiy Matveyev            | 29-01-1975         | Ucrânia       | Panaria-Gaerne        |
| Nathan O'Neill             | 23-11-1974         | Austrália     | Panaria-Gaerne        |
| Cristiano Parrinello       | 28-05-1978         | Itália        | Neoprofissional       |
| Julio Alberto Pérez Cuapio | 30-07-1977         | México        | Panaria-Gaerne        |
| Filippo Perfetto           | 26-01-1976         | Itália        | Neoprofissional       |
| Domenico Romano            | 29-09-1975         | Itália        | Panaria-Gaerne        |
| Evgueni Seniouskine        | 18-04-1977         | Bielorrússia  | Panaria-Gaerne        |
| Antonio Varriale           | 01-03-1974         | Itália        | Panaria-Gaerne        |

## 2002
Panaria-Fiordo
| Nome                       | Data de nascimento | Nacionalidade | Equipa de 2001               |
| Claudio Bartoli            | 11-10-1979         | Itália        | Stagiaire                    |
| Graeme Brown               | 09-04-1979         | Austrália     | Neoprofissional              |
| Nicola Chesini             | 18-01-1974         | Itália        | Tacconi Sport-Vini Caldirola |
| Enrico Degano              | 11-03-1976         | Itália        | Panaria-Fiordo               |
| Vladimir Duma              | 02-03-1972         | Ucrânia       | Panaria-Fiordo               |
| Giuliano Figueras          | 24-01-1976         | Itália        | Panaria-Fiordo               |
| Fabio Gilioli              | 02-12-1979         | Itália        | Stagiaire                    |
| Stefano Guerrini           | 31-03-1978         | Itália        | Panaria-Fiordo               |
| Sergiy Matveyev            | 29-01-1975         | Ucrânia       | Panaria-Fiordo               |
| Nathan O'Neill             | 23-11-1974         | Austrália     | Panaria-Fiordo               |
| Cristiano Parrinello       | 28-05-1978         | Itália        | Panaria-Fiordo               |
| Julio Alberto Pérez Cuapio | 30-07-1977         | México        | Panaria-Fiordo               |
| Filippo Perfetto           | 26-01-1976         | Itália        | Panaria-Fiordo               |
| Domenico Romano            | 29-09-1975         | Itália        | Panaria-Fiordo               |
| Evgueni Seniouskine        | 18-04-1977         | Bielorrússia  | Panaria-Fiordo               |
| Antonio Varriale           | 01-03-1974         | Itália        | Panaria-Fiordo               |
| Faat Zakirov               | 03-01-1974         | Rússia        | Amore & Vita-Beretta         |

## 2003
Panaria-Fiordo
| Nome                       | Data de nascimento | Nacionalidade | Equipa de 2002  |
| Claudio Bartoli            | 11-10-1979         | Itália        | Panaria-Fiordo  |
| Guillermo Rubén Bongiorno  | 29-07-1978         | Argentina     | Neoprofissional |
| Alejandro Borrajo          | 24-04-1980         | Argentina     | Neoprofissional |
| Graeme Brown               | 09-04-1979         | Austrália     | Panaria-Fiordo  |
| Marco Bui                  | 17-10-1977         | Itália        | Rainer-Wurz     |
| Scott Davis                | 22-04-1979         | Austrália     | Neoprofissional |
| Giuliano Figueras          | 24-01-1976         | Itália        | Panaria-Fiordo  |
| Fabio Gilioli              | 02-12-1979         | Itália        | Panaria-Fiordo  |
| Brett Lancaster            | 15-11-1979         | Austrália     | iteamnova.com   |
| Paolo Lanfranchi           | 25-07-1968         | Itália        | Index Alexia    |
| Sergiy Matveyev            | 29-01-1975         | Ucrânia       | Panaria-Fiordo  |
| Luca Mazzanti              | 04-02-1974         | Itália        | Mercatone Uno   |
| Pasquale Muto              | 24-05-1980         | Itália        | Stagiaire       |
| Julio Alberto Pérez Cuapio | 30-07-1977         | México        | Panaria-Fiordo  |
| Filippo Perfetto           | 26-01-1976         | Itália        | Panaria-Fiordo  |
| Paolo Tiralongo            | 08-07-1977         | Itália        | Fassa Bortolo   |

## 2004
Ceramica Panaria-Margres
| Nome                       | Data de nascimento | Nacionalidade | Equipa de 2003                                |
| Fortunato Baliani          | 06-07-1974         | Itália        | Formaggi Pinzolo Fiavè-Ciarrocchi Immobiliare |
| Claudio Bartoli            | 11-10-1979         | Itália        | Panaria-Fiordo                                |
| Guillermo Rubén Bongiorno  | 29-07-1978         | Argentina     | Panaria-Fiordo                                |
| Alejandro Borrajo          | 24-04-1980         | Argentina     | Panaria-Fiordo                                |
| Graeme Brown               | 09-04-1979         | Austrália     | Panaria-Fiordo                                |
| Scott Davis                | 22-04-1979         | Austrália     | Panaria-Fiordo                                |
| Giuliano Figueras          | 24-01-1976         | Itália        | Panaria-Fiordo                                |
| Fabio Gilioli              | 02-12-1979         | Itália        | Panaria-Fiordo                                |
| Paride Grillo              | 23-03-1982         | Itália        | Stagiaire                                     |
| Brett Lancaster            | 15-11-1979         | Austrália     | Panaria-Fiordo                                |
| Paolo Lanfranchi           | 25-07-1968         | Itália        | Panaria-Fiordo                                |
| Sergiy Matveyev            | 29-01-1975         | Ucrânia       | Panaria-Fiordo                                |
| Luca Mazzanti              | 04-02-1974         | Itália        | Panaria-Fiordo                                |
| Julio Alberto Pérez Cuapio | 30-07-1977         | México        | Panaria-Fiordo                                |
| Filippo Perfetto           | 26-01-1976         | Itália        | Panaria-Fiordo                                |
| Emanuele Sella             | 09-01-1981         | Itália        | Neoprofissional                               |
| Davide Silvestri           | 14-03-1980         | Itália        | Stagiaire                                     |
| Paolo Tiralongo            | 08-07-1977         | Itália        | Panaria-Fiordo                                |

## 2005

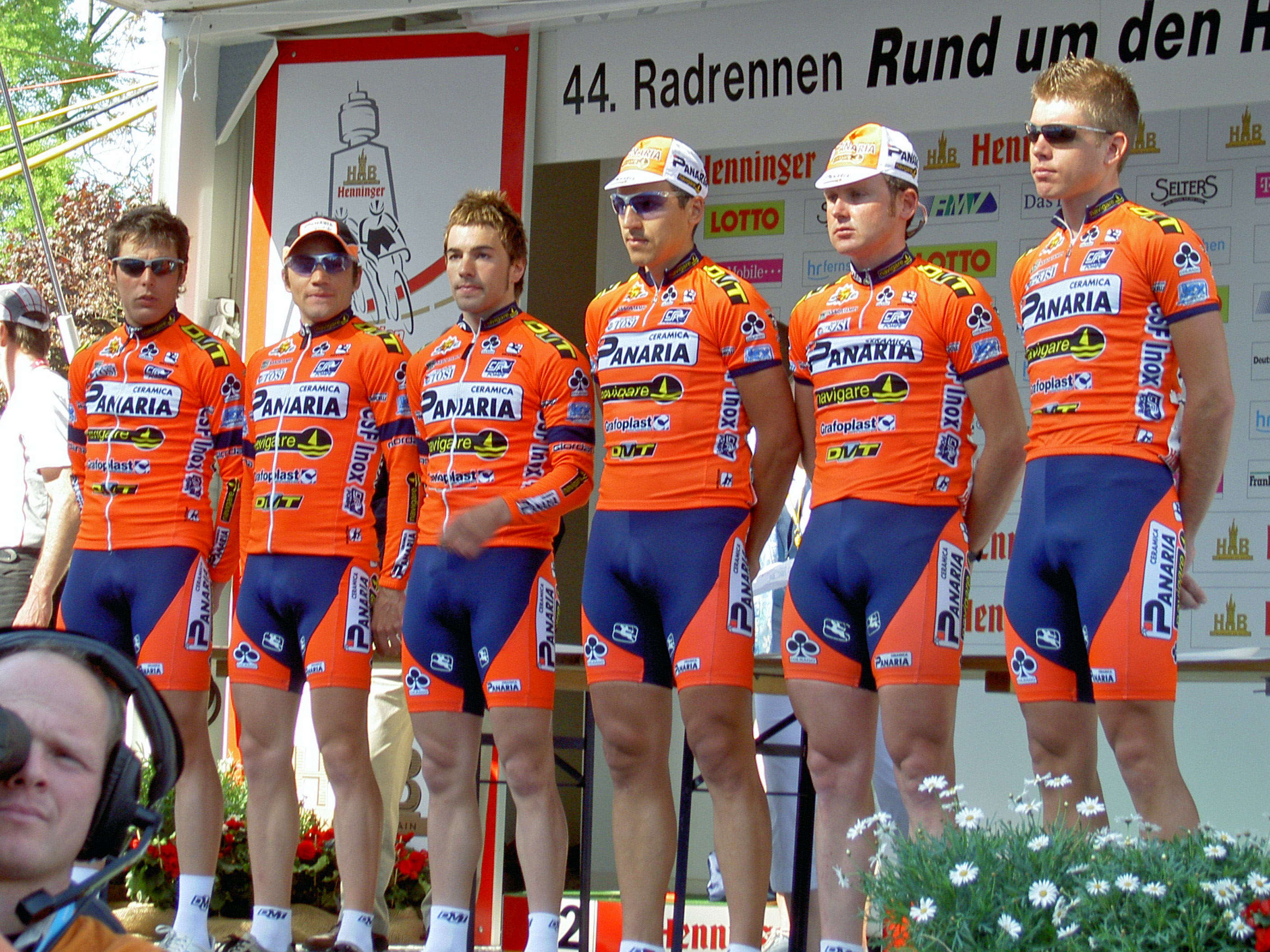
A equipa em 2005.

Ceramica Panaria-Navigare
| Nome                       | Data de nascimento | Nacionalidade | Equipa de 2004           |
| Moisés Aldape Chávez       | 14.08.1981         | México        | Neoprofissional          |
| Mirko Allegrini            | 19.10.1981         | Itália        | Neoprofissional          |
| Fortunato Baliani          | 06.07.1974         | Itália        | Ceramica Panaria-Margres |
| Guillermo Rubén Bongiorno  | 29.07.1978         | Argentina     | Ceramica Panaria-Margres |
| Alejandro Borrajo          | 24.04.1980         | Argentina     | Ceramica Panaria-Margres |
| Graeme Brown               | 09.04.1979         | Austrália     | Ceramica Panaria-Margres |
| Aitor Galdós               | 09.11.1979         | Espanha       | Team Nippo               |
| Freddy González            | 18.06.1975         | Colômbia      | Colombia-Selle Italia    |
| Paride Grillo              | 23.03.1982         | Itália        | Neoprofissional          |
| Brett Lancaster            | 15.11.1979         | Austrália     | Ceramica Panaria-Margres |
| Luis Felipe Laverde        | 06.07.1979         | Colômbia      | Formaggi Pinzolo Fiave   |
| Sergiy Matveyev            | 29.01.1975         | Ucrânia       | Ceramica Panaria-Margres |
| Luca Mazzanti              | 04.02.1974         | Itália        | Ceramica Panaria-Margres |
| Julio Alberto Pérez Cuapio | 30.07.1977         | México        | Ceramica Panaria-Margres |
| Domenico Pozzovivo         | 30.11.1982         | Itália        | Neoprofissional          |
| Emanuele Sella             | 09.01.1981         | Itália        | Ceramica Panaria-Margres |
| Paolo Tiralongo            | 08.07.1977         | Itália        | Ceramica Panaria-Margres |

## 2006
Ceramica Panaria
| Nome                       | Data de nascimento | Nacionalidade |
| Moisés Aldape Chávez       | 14.08.1981         | México        |
| Mirko Allegrini            | 19.10.1981         | Itália        |
| Fortunato Baliani          | 06.07.1974         | Itália        |
| Guillermo Bongiorno        | 29.07.1978         | Argentina     |
| Tiziano Dall'antonia       | 26.07.1983         | Itália        |
| Aitor Galdós               | 08.11.1979         | Espanha       |
| Paride Grillo              | 23.03.1982         | Itália        |
| Brett Lancaster            | 15.11.1979         | Austrália     |
| Luis Laverde               | 06.07.1979         | Colômbia      |
| Sergiy Matveyev            | 29.01.1975         | Ucrânia       |
| Luca Mazzanti              | 04.02.1974         | Itália        |
| Andrea Pagoto              | 11.07.1985         | Itália        |
| Julio Alberto Pérez Cuapio | 30.07.1977         | México        |
| Domenico Pozzovivo         | 30.11.1982         | Itália        |
| Matteo Priamo              | 20.03.1982         | Itália        |
| Maximiliano Richeze        | 07.03.1983         | Argentina     |
| Miguel Ángel Rubiano       | 03.10.1984         | Colômbia      |
| Emanuele Sella             | 09.01.1981         | Itália        |

## 2007
Ceramica Panaria
| Nome                       | Data de nascimento | Nacionalidade |
| Moisés Aldape Chávez       | 14.08.1981         | México        |
| Fortunato Baliani          | 06.07.1974         | Itália        |
| Guillermo Rubén Bongiorno  | 29.07.1978         | Argentina     |
| Tiziano Dall'antonia       | 26.07.1983         | Itália        |
| Paride Grillo              | 23.03.1982         | Itália        |
| Luis Laverde               | 06.07.1979         | Colômbia      |
| Luca Mazzanti              | 04.02.1974         | Itália        |
| Sergiy Matveyev            | 29.01.1975         | Ucrânia       |
| Andrea Pagoto              | 11.07.1985         | Itália        |
| Julio Alberto Pérez Cuapio | 30.07.1977         | México        |
| Domenico Pozzovivo         | 30.11.1982         | Itália        |
| Matteo Priamo              | 20.03.1982         | Itália        |
| Maximiliano Richeze        | 07.03.1983         | Argentina     |
| Miguel Ángel Rubiano       | 03.10.1984         | Colômbia      |
| Emanuele Sella             | 09.01.1981         | Itália        |
| Daniele Colli              | 19.04.1982         | Itália        |
| Antonio Bucciero           | 19.04.1982         | Itália        |
| Francesco Tomei            | 19.05.1985         | Itália        |
| Filippo Savini             | 02.05.1985         | Itália        |

## 2008
CSF Group-Navigare
| Nome                       | Data de nascimento | Nacionalidade | Equipa de 2007            |
| Fortunato Baliani          | 06.07.1974         | Itália        | Ceramica Panaria-Navigare |
| Guillermo Rubén Bongiorno  | 29.07.1978         | Argentina     | Ceramica Panaria-Navigare |
| Federico Canuti            | 30.08.1985         | Itália        | Neoprofissional           |
| Tiziano Dall'Antonia       | 26.07.1983         | Itália        | Ceramica Panaria-Navigare |
| Mauro Finetto              | 10.05.1985         | Itália        | Neoprofissional           |
| Marco Frapporti            | 30.03.1985         | Itália        | Neoprofissional           |
| Paride Grillo              | 23.03.1982         | Itália        | Ceramica Panaria-Navigare |
| Luis Felipe Laverde        | 06.07.1979         | Colômbia      | Ceramica Panaria-Navigare |
| Andrea Pagoto              | 11.07.1985         | Itália        | Ceramica Panaria-Navigare |
| Julio Alberto Pérez Cuapio | 30.07.1977         | México        | Ceramica Panaria-Navigare |
| Domenico Pozzovivo         | 30.11.1982         | Itália        | Ceramica Panaria-Navigare |
| Matteo Priamo              | 20.03.1982         | Itália        | Ceramica Panaria-Navigare |
| Mauro Abel Richeze         | 07.12.1985         | Argentina     | Neoprofissional           |
| Maximiliano Richeze        | 07.03.1983         | Argentina     | Ceramica Panaria-Navigare |
| Filippo Savini             | 02.05.1985         | Itália        | Ceramica Panaria-Navigare |
| Emanuele Sella             | 09.01.1981         | Itália        | Ceramica Panaria-Navigare |
| Francesco Tomei            | 19.05.1985         | Itália        | Ceramica Panaria-Navigare |

## 2009
CSF Group-Navigare
| Nome                      | Nascimento | Nacionalidade | Equipa de 2008         |
| Fortunato Baliani         | 06.07.1974 | Itália        | CSF Group-Navigare     |
| Alessandro Bisolti        | 07.03.1985 | Itália        | Neoprofissional        |
| Guillermo Rubén Bongiorno | 29.07.1978 | Argentina     | CSF Group-Navigare     |
| Federico Canuti           | 30.08.1985 | Itália        | CSF Group-Navigare     |
| Tiziano Dall'Antonia      | 26.07.1983 | Itália        | CSF Group-Navigare     |
| Mauro Finetto             | 10.05.1985 | Itália        | CSF Group-Navigare     |
| Marco Frapporti           | 30.03.1985 | Itália        | CSF Group-Navigare     |
| Michele Gaia              | 27.08.1985 | Itália        | Neoprofissional        |
| Alan Marangoni            | 16.07.1984 | Itália        | Neoprofissional        |
| Umberto Nardecchia        | 11.05.1981 | Itália        | Flaminia-Bossini Docce |
| Marcello Pavarin          | 22.10.1986 | Itália        | Neoprofissional        |
| Domenico Pozzovivo        | 30.11.1982 | Itália        | CSF Group-Navigare     |
| Mauro Abel Richeze        | 07.12.1985 | Argentina     | CSF Group-Navigare     |
| Filippo Savini            | 02.05.1985 | Itália        | CSF Group-Navigare     |
| Simone Stortoni           | 07.07.1985 | Itália        | Neoprofissional        |
| Enrico Zen                | 02.02.1986 | Itália        | Neoprofissional        |

## 2010
Colnago-CSF Inox
| Nome               | Nascimento | Nacionalidade | Equipa de 2009                                  |
| Manuel Belletti    | 14.10.1985 | Itália        | Serramenti PVC Diquigiovanni-Androni Giocattoli |
| Alessandro Bisolti | 07.03.1985 | Itália        | CSF Group Navigare                              |
| Gianluca Brambilla | 22.08.1987 | Itália        | Néo-pró                                         |
| Federico Canuti    | 30.08.1985 | Itália        | CSF Group Navigare                              |
| Alberto Contoli    | 21.12.1987 | Itália        | Néo-pró                                         |
| Marco Frapporti    | 30.03.1985 | Itália        | CSF Group Navigare                              |
| Michele Gaia       | 27.08.1985 | Itália        | CSF Group Navigare                              |
| Mattia Gavazzi     | 14.06.1983 | Itália        | Serramenti PVC Diquigiovanni-Androni Giocattoli |
| Alan Marangoni     | 16.07.1984 | Itália        | CSF Group Navigare                              |
| Sacha Modolo       | 19.06.1987 | Itália        | Néo-pró                                         |
| Marcello Pavarin   | 22.10.1986 | Itália        | CSF Group Navigare                              |
| Stefano Pirazzi    | 11.03.1987 | Itália        | Néo-pró                                         |
| Domenico Pozzovivo | 30.11.1982 | Itália        | CSF Group Navigare                              |
| Filippo Savini     | 02.05.1985 | Itália        | CSF Group Navigare                              |
| Simone Stortoni    | 07.07.1985 | Itália        | CSF Group Navigare                              |
| Enrico Zen         | 02.02.1986 | Itália        | CSF Group Navigare                              |

## 2011
| Nome               | Nascimento | Nacionalidade | Equipa de 2010       |
| Manuel Belletti    | 14.10.1985 | Itália        | Colnago-CSF Inox     |
| Gianluca Brambilla | 22.08.1987 | Itália        | Colnago-CSF Inox     |
| Manuele Caddeo     | 02.03.1986 | Itália        | Zheroquadro Radenska |
| Federico Canuti    | 30.08.1985 | Itália        | Colnago-CSF Inox     |
| Alberto Contoli    | 21.12.1987 | Itália        | Colnago-CSF Inox     |
| Marco Frapporti    | 30.03.1985 | Itália        | Colnago-CSF Inox     |
| Paolo Locatelli    | 04.11.1989 | Itália        | Néo-pró              |
| Omar Lombardi      | 16.09.1989 | Itália        | Néo-pró              |
| Sacha Modolo       | 19.06.1987 | Itália        | Colnago-CSF Inox     |
| Angelo Pagani      | 04.08.1988 | Itália        | Néo-pró              |
| Andrea Pasqualon   | 02.01.1988 | Itália        | Néo-pró              |
| Andrea Piechele    | 29.06.1987 | Itália        | Carmiooro-NGC        |
| Stefano Pirazzi    | 11.03.1987 | Itália        | Colnago-CSF Inox     |
| Domenico Pozzovivo | 30.11.1982 | Itália        | Colnago-CSF Inox     |
| Filippo Savini     | 02.05.1985 | Itália        | Colnago-CSF Inox     |
| Simone Stortoni    | 07.07.1985 | Itália        | Colnago-CSF Inox     |

## 2012
| Nome                   | Nascimento | Nacionalidade | Equipa de 2011   |
| Enrico Battaglin       | 17/11/1989 | Itália        | Neoprofissional  |
| Gianluca Brambilla     | 22/08/1987 | Itália        | Colnago-CSF Inox |
| Marco Canola           | 26/12/1988 | Itália        | Neoprofissional  |
| Sonny Colbrelli        | 17/05/1990 | Itália        | Neoprofissional  |
| Marco Coledan          | 22/08/1988 | Itália        | Neoprofissional  |
| Alberto Contoli        | 21/12/1987 | Itália        | Colnago-CSF Inox |
| Christian Delle Stelle | 04/02/1989 | Itália        | Neoprofissional  |
| Andrea Di Corrado      | 13/08/1988 | Itália        | Neoprofissional  |
| Paolo Locatelli        | 04/11/1989 | Itália        | Colnago-CSF Inox |
| Stefano Locatelli      | 26/02/1989 | Itália        | Neoprofissional  |
| Omar Lombardi          | 16/09/1989 | Itália        | Colnago-CSF Inox |
| Sacha Modolo           | 19/06/1987 | Itália        | Colnago-CSF Inox |
| Angelo Pagani          | 04/08/1988 | Itália        | Colnago-CSF Inox |
| Andrea Pasqualon       | 02/01/1988 | Itália        | Colnago-CSF Inox |
| Andrea Piechele        | 29/06/1987 | Itália        | Colnago-CSF Inox |
| Stefano Pirazzi        | 11/03/1987 | Itália        | Colnago-CSF Inox |
| Domenico Pozzovivo     | 30/11/1982 | Itália        | Colnago-CSF Inox |
| Filippo Savini         | 02/05/1985 | Itália        | Colnago-CSF Inox |

Stagiaires

Desde a 1 de agosto, os seguintes corredores passaram a fazer parte da equipa como stagiaires (aprendizes à prova).
| Corredor           | Nascimento | Nacionalidade | Equipa 2012 |
| ------------------ | ---------- | ------------- | ----------- |
| Enrico Barbin      | 04/03/1990 | Itália        |             |
| Nicola Boem        | 27/09/1989 | Itália        |             |
| Roberto Giacobazzi | 13/03/1991 | Itália        |             |

## 2013
Bardiani Valvole-CSF Inox
| Nome                       | Nascimento | Nacionalidade | Equipa de 2012               |
| Enrico Barbin              | 04/03/1990 | Itália        | Colnago-CSF Inox (stagiaire) |
| Nicola Boem                | 27/09/1989 | Itália        | Colnago-CSF Inox (stagiaire) |
| Francesco Manuel Bongiorno | 01/09/1990 | Itália        | Amador                       |
| Enrico Battaglin           | 17/11/1989 | Itália        | Colnago-CSF Inox             |
| Marco Canola               | 26/12/1988 | Itália        | Colnago-CSF Inox             |
| Sonny Colbrelli            | 17/05/1990 | Itália        | Colnago-CSF Inox             |
| Marco Coledan              | 22/08/1988 | Itália        | Colnago-CSF Inox             |
| Donato De Ieso             | 02/11/1989 | Itália        | Amador                       |
| Christian Delle Stelle     | 04/02/1989 | Itália        | Colnago-CSF Inox             |
| Andrea Di Corrado          | 13/08/1988 | Itália        | Colnago-CSF Inox             |
| Filippo Fortin             | 01/02/1989 | Itália        | Team Type 1-Sanofi           |
| Stefano Locatelli          | 26/02/1989 | Itália        | Colnago-CSF Inox             |
| Sacha Modolo               | 19/06/1987 | Itália        | Colnago-CSF Inox             |
| Angelo Pagani              | 04/08/1988 | Itália        | Colnago-CSF Inox             |
| Andrea Pasqualon           | 02/01/1988 | Itália        | Colnago-CSF Inox             |
| Stefano Pirazzi            | 11/03/1987 | Itália        | Colnago-CSF Inox             |
| Edoardo Zardini            | 02/11/1989 | Itália        | Team Colpack                 |

Stagiaires

Desde a 1 de agosto, os seguintes corredores passaram a fazer parte da equipa como stagiaires (aprendizes à prova).
| Corredor       | Nascimento | Nacionalidade | Equipa 2013 |
| -------------- | ---------- | ------------- | ----------- |
| Nicola Ruffoni | 14/12/1990 | Itália        |             |

## 2014
Bardiani CSF
| Nome                | Nascimento | Nacionalidade | Equipa de 2013              |
| Enrico Barbin       | 04/03/1990 | Itália        | Bardiani CSF                |
| Nicola Boem         | 27/09/1989 | Itália        | Bardiani CSF                |
| Francesco Bongiorno | 01/09/1990 | Itália        | Bardiani CSF                |
| Enrico Battaglin    | 17/11/1989 | Itália        | Bardiani CSF                |
| Marco Canola        | 26/12/1988 | Itália        | Bardiani CSF                |
| Sonny Colbrelli     | 17/05/1990 | Itália        | Bardiani CSF                |
| Marco Coledan       | 22/08/1988 | Itália        | Bardiani CSF                |
| Paolo Colonna       | 24/03/1987 | Itália        | Neoprofissional             |
| Donato De Ieso      | 02/11/1989 | Itália        | Bardiani CSF                |
| Filippo Fortin      | 01/02/1989 | Itália        | Bardiani CSF                |
| Stefano Locatelli   | 26/02/1989 | Itália        | Bardiani CSF                |
| Andrea Manfredi     | 10/02/1992 | Itália        | Ceramica Flaminia-Fondriest |
| Angelo Pagani       | 04/08/1988 | Itália        | Bardiani CSF                |
| Andrea Piechele     | 29/06/1987 | Itália        | Ceramica Flaminia-Fondriest |
| Stefano Pirazzi     | 11/03/1987 | Itália        | Bardiani CSF                |
| Nicola Ruffoni      | 14/12/1990 | Itália        | Stagiaire                   |
| Edoardo Zardini     | 02/11/1989 | Itália        | Bardiani CSF                |

Stagiaires

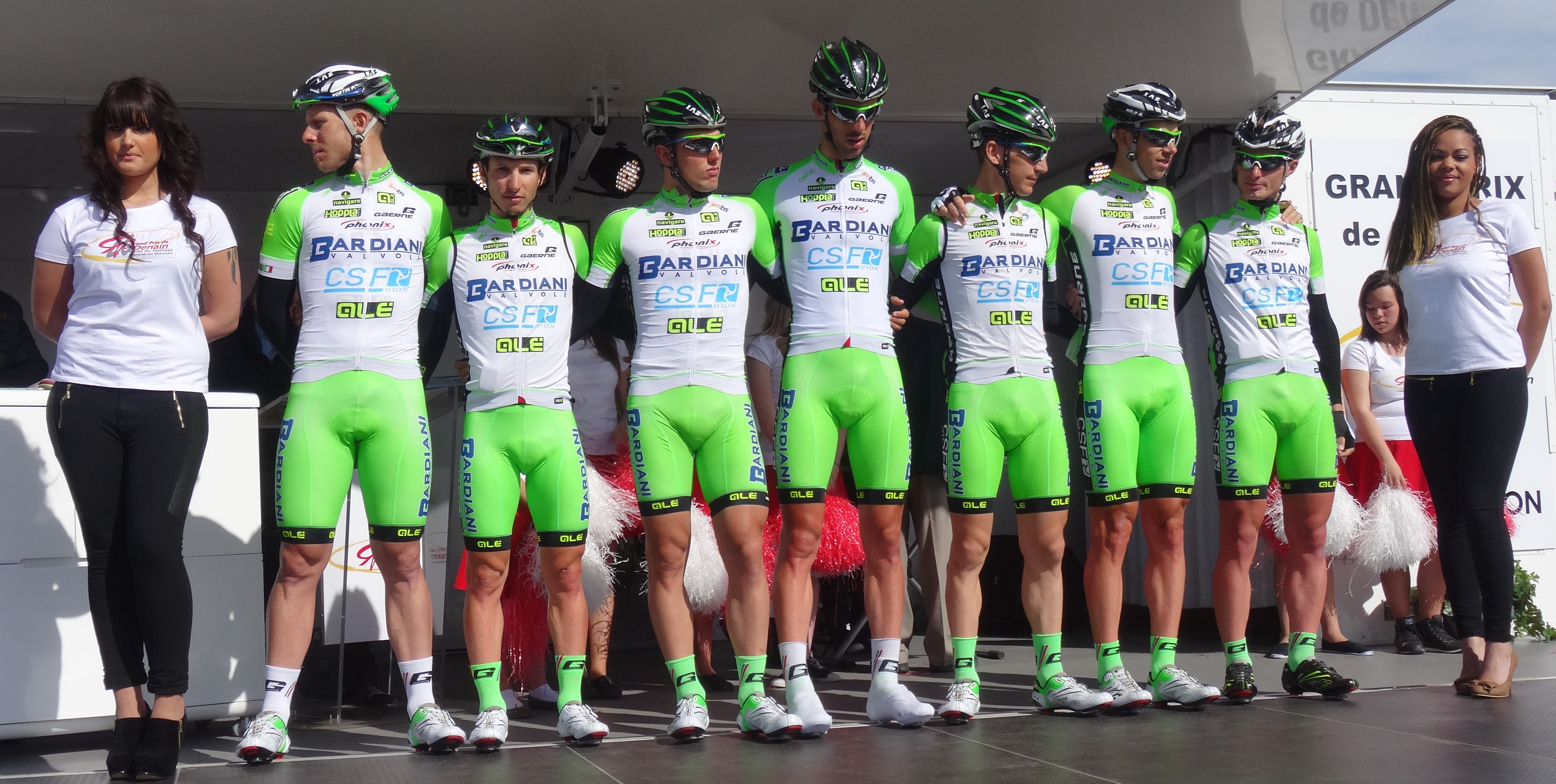
Corredores da equipa no Grande Prêmio de Denain 2014.

Desde a 1 de agosto, os seguintes corredores passaram a fazer parte da equipa como stagiaires (aprendizes à prova).
| Corredor        | Nascimento | Nacionalidade | Equipa 2014                         |
| --------------- | ---------- | ------------- | ----------------------------------- |
| Dario Mantelli  | 19/07/1990 | Itália        | Petroli Firenze Cycling Team        |
| Paolo Simion    | 10/10/1992 | Itália        | Mastromarco Chainti Sensi Benedetti |
| Simone Sterbini | 11/12/1993 | Itália        | Team Palazzago                      |

## 2015
Bardiani CSF
| Nome                | Nascimento | Nacionalidade | Equipa de 2014         |
| Simone Andreetta    | 30/08/1993 | Itália        | Neoprofissional        |
| Enrico Barbin       | 04/03/1990 | Itália        | Bardiani CSF           |
| Enrico Battaglin    | 17/11/1989 | Itália        | Bardiani CSF           |
| Nicola Boem         | 27/09/1989 | Itália        | Bardiani CSF           |
| Francesco Bongiorno | 01/09/1990 | Itália        | Bardiani CSF           |
| Luca Chirico        | 16/07/1992 | Itália        | MG Kvis - Wilier       |
| Sonny Colbrelli     | 17/05/1990 | Itália        | Bardiani CSF           |
| Stefano Locatelli   | 26/02/1989 | Itália        | Bardiani CSF           |
| Andrea Manfredi     | 10/02/1992 | Itália        | Bardiani CSF           |
| Andrea Piechele     | 29/06/1987 | Itália        | Bardiani CSF           |
| Stefano Pirazzi     | 11/03/1987 | Itália        | Bardiani CSF           |
| Nicola Ruffoni      | 14/12/1990 | Itália        | Bardiani CSF           |
| Paolo Simion        | 10/10/1992 | Itália        | Bardiani CSF Stagiaire |
| Luca Sterbini       | 12/11/1992 | Itália        | Neoprofissional        |
| Simone Sterbini     | 11/12/1993 | Itália        | Bardiani CSF Stagiaire |
| Alessandro Tonelli  | 29/05/1992 | Itália        | Neoprofissional        |
| Edoardo Zardini     | 02/11/1989 | Itália        | Bardiani CSF           |

## 2016
Bardiani CSF
| Nome                | Nascimento | Nacionalidade | Equipa de 2015            |
| Simone Andreetta    | 30/08/1993 | Itália        | Bardiani CSF              |
| Enrico Barbin       | 04/03/1990 | Itália        | Bardiani CSF              |
| Nicola Boem         | 27/09/1989 | Itália        | Bardiani CSF              |
| Francesco Bongiorno | 01/09/1990 | Itália        | Bardiani CSF              |
| Luca Chirico        | 16/07/1992 | Itália        | Bardiani CSF              |
| Giulio Ciccone      | 20/12/1994 | Itália        | Neoprofissional           |
| Sonny Colbrelli     | 17/05/1990 | Itália        | Bardiani CSF              |
| Mirco Maestri       | 26/10/1991 | Itália        | Neoprofissional           |
| Stefano Pirazzi     | 11/03/1987 | Itália        | Bardiani CSF              |
| Lorenzo Rota        | 23/03/1995 | Itália        | Unieuro Wilier Trevigiani |
| Nicola Ruffoni      | 14/12/1990 | Itália        | Bardiani CSF              |
| Paolo Simion        | 10/10/1992 | Itália        | Bardiani CSF              |
| Luca Sterbini       | 12/11/1992 | Itália        | Bardiani CSF              |
| Simone Sterbini     | 11/12/1993 | Itália        | Bardiani CSF              |
| Alessandro Tonelli  | 29/05/1992 | Itália        | Bardiani CSF              |
| Simone Velasco      | 02/12/1995 | Itália        | Neoprofissional           |
| Edoardo Zardini     | 02/11/1989 | Itália        | Bardiani CSF              |

## 2017
Bardiani CSF
| Nome               | Nascimento | Nacionalidade | Equipa de 2016    |
| Vincenzo Albanese  | 12/11/1996 | Itália        | Neoprofissional   |
| Simone Andreetta   | 30/08/1993 | Itália        | Bardiani CSF      |
| Enrico Barbin      | 04/03/1990 | Itália        | Bardiani CSF      |
| Nicola Boem        | 27/09/1989 | Itália        | Bardiani CSF      |
| Michael Bresciani  | 20/12/1994 | Itália        | Roth-Skoda (2015) |
| Giulio Ciccone     | 20/12/1994 | Itália        | Bardiani CSF      |
| Mirco Maestri      | 26/10/1991 | Itália        | Bardiani CSF      |
| Marco Maronese     | 25/12/1994 | Itália        | Neoprofissional   |
| Nicolò Pacinotti   | 05/02/1995 | Itália        | Neoprofissional   |
| Stefano Pirazzi    | 11/03/1987 | Itália        | Bardiani CSF      |
| Lorenzo Rota       | 23/03/1995 | Itália        | Bardiani CSF      |
| Nicola Ruffoni     | 14/12/1990 | Itália        | Bardiani CSF      |
| Paolo Simion       | 10/10/1992 | Itália        | Bardiani CSF      |
| Simone Sterbini    | 11/12/1993 | Itália        | Bardiani CSF      |
| Alessandro Tonelli | 29/05/1992 | Itália        | Bardiani CSF      |
| Simone Velasco     | 02/12/1995 | Itália        | Bardiani CSF      |
| Luca Wackermann    | 13/03/1992 | Itália        | Al Nasr-Dubai     |
| Edoardo Zardini    | 02/11/1989 | Itália        | Bardiani CSF      |

1. ↑  Desde 1 de junho
2. 1 2  Até 19 de maio

Stagiaires

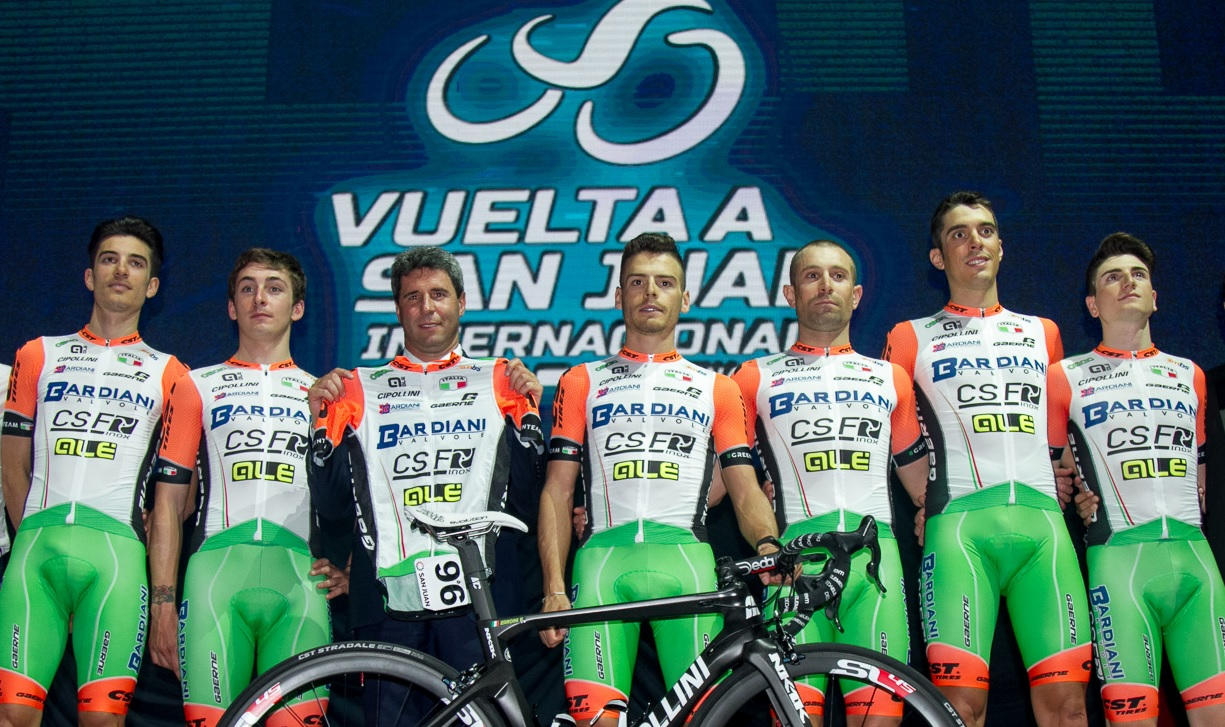
A equipa em 2017.

Desde a 1 de agosto, os seguintes corredores passaram a fazer parte da equipa como stagiaires (aprendizes à prova).
| Corredor          | Nascimento | Nacionalidade | Equipa 2017 |
| ----------------- | ---------- | ------------- | ----------- |
| Lorenzo Fortunato | 09/05/1996 | Itália        |             |
| Umberto Orsini    | 06/12/1994 | Itália        |             |

## 2018
Bardiani CSF
| Nome               | Nascimento | Nacionalidade | Equipa de 2017           |
| Vincenzo Albanese  | 12/11/1996 | Itália        | Bardiani CSF             |
| Simone Andreetta   | 30/08/1993 | Itália        | Bardiani CSF             |
| Enrico Barbin      | 04/03/1990 | Itália        | Bardiani CSF             |
| Michael Bresciani  | 20/12/1994 | Itália        | Bardiani CSF             |
| Giovanni Carboni   | 31/08/1995 | Itália        | Unieuro Wilier (2016)    |
| Giulio Ciccone     | 20/12/1994 | Itália        | Bardiani CSF             |
| Andrea Guardini    | 12/06/1989 | Itália        | UAE Team Emirates        |
| Mirco Maestri      | 26/10/1991 | Itália        | Bardiani CSF             |
| Marco Maronese     | 25/12/1994 | Itália        | Bardiani CSF             |
| Umberto Orsini     | 06/12/1994 | Itália        | Bardiani CSF (stagiaire) |
| Lorenzo Rota       | 23/03/1995 | Itália        | Bardiani CSF             |
| Daniel Savini      | 26/09/1997 | Itália        | Neoprofissional          |
| Manuel Senni       | 11/03/1992 | Itália        | BMC Racing Team          |
| Paolo Simion       | 10/10/1992 | Itália        | Bardiani CSF             |
| Simone Sterbini    | 11/12/1993 | Itália        | Bardiani CSF             |
| Alessandro Tonelli | 29/05/1992 | Itália        | Bardiani CSF             |
| Luca Wackermann    | 13/03/1992 | Itália        | Bardiani CSF             |

## 2019
Bardiani CSF
| Nome               | Nascimento | Nacionalidade | Equipa de 2018  |
| Vincenzo Albanese  | 12/11/1996 | Itália        | Bardiani CSF    |
| Enrico Barbin      | 04/03/1990 | Itália        | Bardiani CSF    |
| Michael Bresciani  | 20/12/1994 | Itália        | Bardiani CSF    |
| Giovanni Carboni   | 31/08/1995 | Itália        | Bardiani CSF    |
| Luca Covili        | 10/02/1997 | Itália        | Neoprofissional |
| Andrea Guardini    | 12/06/1989 | Itália        | Bardiani CSF    |
| Mirco Maestri      | 26/10/1991 | Itália        | Bardiani CSF    |
| Marco Maronese     | 25/12/1994 | Itália        | Bardiani CSF    |
| Umberto Orsini     | 06/12/1994 | Itália        | Bardiani CSF    |
| Alessandro Pessot  | 01/07/1995 | Itália        | Neoprofissional |
| Francesco Romano   | 09/07/1997 | Itália        | Neoprofissional |
| Lorenzo Rota       | 23/03/1995 | Itália        | Bardiani CSF    |
| Daniel Savini      | 26/09/1997 | Itália        | Bardiani CSF    |
| Manuel Senni       | 11/03/1992 | Itália        | Bardiani CSF    |
| Paolo Simion       | 10/10/1992 | Itália        | Bardiani CSF    |
| Alessandro Tonelli | 29/05/1992 | Itália        | Bardiani CSF    |
| Luca Wackermann    | 13/03/1992 | Itália        | Bardiani CSF    |

1. ↑  Até 26 de julho

## 2020
Bardiani-CSF-Faizanè
| Nome               | Nascimento | Nacionalidade | Equipa de 2019                         |
| Vincenzo Albanese  | 12/11/1996 | Itália        | Bardiani-CSF                           |
| Marco Benfatto     | 06/01/1988 | Itália        | Androni Giocattoli-Sidermec            |
| Giovanni Carboni   | 31/08/1995 | Itália        | Bardiani-CSF                           |
| Luca Covili        | 10/02/1997 | Itália        | Bardiani-CSF                           |
| Nicolas Dalla Vale | 13/09/1997 | Itália        | UAE Team Emirates (stagiaire)          |
| Iuri Filosi        | 17/01/1992 | Itália        | Delko Marseille Provence               |
| Filippo Fiorelli   | 19/11/1994 | Itália        | Nippo-Vini Fantini-Faizanè (stagiaire) |
| Giovanni Lonardi   | 09/11/1996 | Itália        | Nippo-Vini Fantini-Faizanè             |
| Mirco Maestri      | 26/10/1991 | Itália        | Bardiani-CSF                           |
| Fabio Mazzucco     | 14/04/1999 | Itália        | Sangemini-trevigiani-mg.kvis           |
| Alessandro Monaco  | 04/02/1998 | Itália        | Neoprofissional                        |
| Umberto Orsini     | 06/12/1994 | Itália        | Bardiani-CSF                           |
| Matteo Pelucchi    | 21/01/1989 | Itália        | Androni Giocattoli-Sidermec            |
| Alessandro Pessot  | 01/07/1995 | Itália        | Bardiani-CSF                           |
| Francesco Romano   | 09/07/1997 | Itália        | Bardiani-CSF                           |
| Daniel Savini      | 26/09/1997 | Itália        | Bardiani-CSF                           |
| Manuel Senni       | 11/03/1992 | Itália        | Bardiani-CSF                           |
| Alessandro Tonelli | 29/05/1992 | Itália        | Bardiani-CSF                           |
| Filippo Zaccanti   | 12/09/1995 | Itália        | Nippo-Vini Fantini-Faizanè             |
| Filippo Zana       | 18/03/1999 | Itália        | Sangemini-trevigiani-mg.kvis           |

## 2021
Bardiani-CSF-Faizanè
| Nome               | Nascimento | Nacionalidade | Equipa de 2020                         |
| Enrico Battaglin   | 17/11/1989 | Itália        | Team Bahrain McLaren                   |
| Jonathan Cañaveral | 02/11/1996 | Colômbia      | Giotti Victoria                        |
| Giovanni Carboni   | 31/08/1995 | Itália        | Bardiani-CSF-Faizanè                   |
| Luca Covili        | 10/02/1997 | Itália        | Bardiani-CSF-Faizanè                   |
| Nicolas Dalla Vale | 13/09/1997 | Itália        | Bardiani-CSF-Faizanè                   |
| Filippo Fiorelli   | 19/11/1994 | Itália        | Bardiani-CSF-Faizanè                   |
| Davide Gabburo     | 01/04/1993 | Itália        | Androni Giocattoli-Sidermec            |
| Andrea Garosio     | 06/12/1993 | Itália        | Vini Zabù-KTM                          |
| Giovanni Lonardi   | 09/11/1996 | Itália        | Bardiani-CSF-Faizanè                   |
| Mirco Maestri      | 26/10/1991 | Itália        | Bardiani-CSF-Faizanè                   |
| Umberto Marengo    | 21/07/1992 | Itália        | Vini Zabù-KTM                          |
| Fabio Mazzucco     | 14/04/1999 | Itália        | Bardiani-CSF-Faizanè                   |
| Alessandro Monaco  | 04/02/1998 | Itália        | Bardiani-CSF-Faizanè                   |
| Kevin Rivera       | 28/06/1998 | Costa Rica    | Androni Giocattoli-Sidermec            |
| Daniel Savini      | 26/09/1997 | Itália        | Bardiani-CSF-Faizanè                   |
| Alessandro Tonelli | 29/05/1992 | Itália        | Bardiani-CSF-Faizanè                   |
| Tomadas Trainini   | 23/09/2001 | Itália        | Neoprofissional                        |
| Giovanni Visconti  | 13/01/1983 | Itália        | Vini Zabù-KTM                          |
| Filippo Zaccanti   | 12/09/1995 | Itália        | Bardiani-CSF-Faizanè                   |
| Filippo Zana       | 18/03/1999 | Itália        | Bardiani-CSF-Faizanè                   |
| Enrico Zanoncello  | 02/08/1997 | Itália        | Cofidis, Solutions Crédits (stagiaire) |
| Samuele Zoccarato  | 09/01/1998 | Itália        | Team Colpack Ballan                    |

1. 1 2  Até 30 de junho

Stagiaires

Desde 1 de agosto, os seguintes corredores passaram a fazer parte da equipa como stagiaires (aprendizes à prova).
| Corredor      | Nascimento | Nacionalidade | Equipa 2021 |
| ------------- | ---------- | ------------- | ----------- |
| Luca Colnaghi | 14/01/1999 | Itália        |             |
| Filippo Magli | 29/04/1999 | Itália        |             |
| Juri Zanotti  | 05/01/1999 | Itália        |             |

## 2022
Bardiani-CSF-Faizanè
| Nome                   | Nascimento | Nacionalidade | Equipa de 2021                          |
| Enrico Battaglin       | 17/11/1989 | Itália        | Bardiani-CSF-Faizanè                    |
| Iker Bonillo           | 09/07/2003 | Espanha       | Neoprofissional                         |
| Jonathan Cañaveral     | 02/11/1996 | Colômbia      | Bardiani-CSF-Faizanè                    |
| Luca Colnaghi          | 14/01/1999 | Itália        | Bardiani-CSF-Faizanè (stagiaire)        |
| Luca Covili            | 10/02/1997 | Itália        | Bardiani-CSF-Faizanè                    |
| Omar O Gouzi           | 16/08/1999 | Itália        | Iseo-Rime-Carnovali                     |
| Filippo Fiorelli       | 19/11/1994 | Itália        | Bardiani-CSF-Faizanè                    |
| Davide Gabburo         | 01/04/1993 | Itália        | Bardiani-CSF-Faizanè                    |
| Martin Marcellusi      | 05/04/2000 | Itália        | Neoprofissional                         |
| Alessio Martinelli     | 26/04/2001 | Itália        | Team Colpack Ballan                     |
| Fabio Mazzucco         | 14/04/1999 | Itália        | Bardiani-CSF-Faizanè                    |
| Sacha Modolo           | 19/06/1987 | Itália        | Alpecin-Fenix                           |
| Henok Mulubrhan        | 11/11/1999 | Eritreia      | Bike Aid (2022)                         |
| Alessio Nieri          | 13/04/2001 | Itália        | Neoprofissional                         |
| Giulio Pellizzari      | 21/11/2003 | Itália        | Neoprofissional                         |
| Alessandro Pinarello   | 12/07/2003 | Itália        | Neoprofissional                         |
| Luca Rastelli          | 29/12/1999 | Itália        | Team Colpack Ballan                     |
| Alessandro Santaromita | 11/12/1999 | Itália        | Neoprofissional                         |
| Manuele Tarozzi        | 20/06/1998 | Itália        | Androni Giocattoli-Sidermec (stagiaire) |
| Alex Tolio             | 30/03/2000 | Itália        | Zalf Euromobil Fior                     |
| Alessandro Tonelli     | 29/05/1992 | Itália        | Bardiani-CSF-Faizanè                    |
| Tomadas Trainini       | 23/09/2001 | Itália        | Bardiani-CSF-Faizanè                    |
| Giovanni Visconti      | 13/01/1983 | Itália        | Bardiani-CSF-Faizanè                    |
| Filippo Zana           | 18/03/1999 | Itália        | Bardiani-CSF-Faizanè                    |
| Enrico Zanoncello      | 02/08/1997 | Itália        | Bardiani-CSF-Faizanè                    |
| Samuele Zoccarato      | 09/01/1998 | Itália        | Bardiani-CSF-Faizanè                    |

1. ↑  Desde 21 de abril
2. ↑  Até 5 de abril
3. ↑  Até a 9 de março

Desde 1 de agosto, os seguintes corredores passaram a fazer parte da equipa como stagiaires (aprendizes à prova).
| Corredor      | Nascimento | Nacionalidade | Equipa 2022 |
| ------------- | ---------- | ------------- | ----------- |
| Filippo Magli | 29/04/1999 | Itália        |             |

## 2023
Green Project-Bardiani CSF-Faizanè
| Nome                   | Nascimento | Nacionalidade  | Equipa de 2022                   |
| Iker Bonillo           | 09/07/2003 | Espanha        | Bardiani-CSF-Faizanè             |
| Luca Colnaghi          | 14/01/1999 | Itália         | Bardiani-CSF-Faizanè             |
| Lorenzo Conforti       | 22/05/2004 | Itália         | Neoprofissional                  |
| Luca Covili            | 10/02/1997 | Itália         | Bardiani-CSF-Faizanè             |
| Omar O Gouzi           | 16/08/1999 | Itália         | Bardiani-CSF-Faizanè             |
| Filippo Fiorelli       | 19/11/1994 | Itália         | Bardiani-CSF-Faizanè             |
| Davide Gabburo         | 01/04/1993 | Itália         | Bardiani-CSF-Faizanè             |
| Riccardo Lucca         | 24/02/1997 | Itália         | Work Service Vitalcare Vega      |
| Filippo Magli          | 29/04/1999 | Itália         | Bardiani-CSF-Faizanè (stagiaire) |
| Martin Marcellusi      | 05/04/2000 | Itália         | Bardiani-CSF-Faizanè             |
| Alessio Martinelli     | 26/04/2001 | Itália         | Bardiani-CSF-Faizanè             |
| Henok Mulubrhan        | 11/11/1999 | Eritreia       | Bardiani-CSF-Faizanè             |
| Alessio Nieri          | 13/04/2001 | Itália         | Bardiani-CSF-Faizanè             |
| Luca Paletti           | 05/06/2004 | Itália         | Neoprofissional                  |
| Giulio Pellizzari      | 21/11/2003 | Itália         | Bardiani-CSF-Faizanè             |
| Mattia Petrucci        | 14/04/2000 | Itália         | Team Colpack Ballan              |
| Alessandro Pinarello   | 12/07/2003 | Itália         | Bardiani-CSF-Faizanè             |
| Luca Rastelli          | 29/12/1999 | Itália         | Bardiani-CSF-Faizanè             |
| Alessandro Santaromita | 11/12/1999 | Itália         | Bardiani-CSF-Faizanè             |
| Matteo Scalco          | 25/06/2004 | Itália         | Neoprofissional                  |
| Jared Scott            | 24/06/2002 | Estados Unidos | Neo (Aevolo)                     |
| Manuele Tarozzi        | 20/06/1998 | Itália         | Bardiani-CSF-Faizanè             |
| Alex Tolio             | 30/03/2000 | Itália         | Bardiani-CSF-Faizanè             |
| Alessandro Tonelli     | 29/05/1992 | Itália         | Bardiani-CSF-Faizanè             |
| Enrico Zanoncello      | 02/08/1997 | Itália         | Bardiani-CSF-Faizanè             |
| Samuele Zoccarato      | 09/01/1998 | Itália         | Bardiani-CSF-Faizanè             |

1. ↑  Até 9 de fevereiro